# アンニ＝フリッド・リングスタッド
フリーダ・リングスタッド（Frida Lyngstad）の通称で知られるアンニ＝フリッド・リングスタッド（Anni-Frid Lyngstad、1945年11月15日 - ）は、ノルウェー生まれ、スウェーデン育ちのミュージシャンで、ポップ・グループABBAのメンバー。同じくABBAのメンバーであるアグネッタ・フォルツコグと共にボーカルを担当した。
1992年にドイツ貴族出身の夫と結婚しており（その後死別）、プリンツェッシン（プリンセス、公子妃）の称号を持つ（Anni-Frid Lyngstad Prinzessin Reuß von Plauen）。

## 経歴
第二次世界大戦直後の1945年11月15日、ノルウェー北部ヌールラン県のバランゲンに生まれる。父はドイツ国防軍の軍曹アルフレート・ハーゼ（1919年 - 2009年）、母はノルウェー人のシニ・リングスタッド（1926年 - 1947年）。ナチス・ドイツ統治下のノルウェーでは、レーベンスボルン計画の一環として、ドイツ人男性とノルウェー人女性の性交渉を奨励しており、フリーダはその結果生まれた子供の一人だった。
戦後、ナチス・ドイツの協力者の多くは弾圧にさらされたが、これを恐れた母は、まず祖母アルンティーネ（アンニ）・リングスタッド（1898年 - 1970年）とフリーダをスウェーデンに移住させた。自身はノルウェー南部に逃れた後に合流したが、21歳で病死した。フリーダは祖母に育てられたが、スウェーデン移住後も生地のおじ・おばたちとは親密に交流を持ち続け、夏休みのたびに彼らの元に温かく迎えられたという。一方、父親に関しては戦死したと聞かされて育った。フリーダが父親と再会したのは、ABBAが世界的に大流行した後、1977年のことだった。フリーダの出生のいきさつが西ドイツの雑誌に載り、両親の名前が書かれていたことから、それを読んだ異母弟によって実父の生存が知らされたのだった。
早くに音楽家として頭角を現し、1958年に地元・スウェーデンのダンスバンドに所属した。そして1963年に自身のバンド「アンニ＝フリッド4」（the Anni-Frid Four）を結成する。最初の夫はこのバンドのメンバーだった男性で、1963年に17歳で結婚した。
1967年9月3日、イギリスの大手レコード会社のEMIがストックホルムで開催した音楽コンテストに参加し、優勝した。それを機にEMIとレコーディング契約を結び、同年9月11日に初のシングルを発売した。このシングルを手がけたのが、後のABBAメンバーで2度目の結婚相手のベニーであった。シングルはヒットし、興行収入の新記録を打ち立てた。
1968年1月10日にスウェーデンのテレビ番組に出演し、そこでアグネッタに出会う。また、1969年にユーロビジョン・コンテストの予選であるメロディーフェスティバーレンで第4位にランクインした。
そして、1972年にスウェーデンでアグネッタ、ビョルン、ベニーと共にABBAを結成して、ユーロビジョン・ソング・コンテスト1974に出場し、「恋のウォータールー」（英・Waterloo）で優勝を果たした。
1978年に長年のパートナーだったベニーと再婚したが、ABBA解散前年の1981年に離婚した。
1992年、造園家ルッツォ・ロイスと3度目の結婚をする。ルッツォ・ロイスはスイス生まれ・スウェーデン育ちであるが、ドイツ貴族ロイス家の一員で公子（プリンツ）の称号を有しており、フリーダも公子妃の称号 (Substantive title) を持つことになる。
1998年に最初の夫との間にもうけた娘のリーゼ＝ロッテがアメリカで自動車事故を起こして亡くなり、翌1999年には夫ルッツォ・ロイスが癌により49歳で病死している。
2004年、元ディープ・パープルのジョン・ロードと、彼のアルバム ″Beyond the Notes″ の中の一曲 ″The Sun Will Shine Again" を収録。

## ソロ・ディスコグラフィ

### スウェーデン語でのアルバム
- Frida （1971年）
- Frida ensam （1975年）
- Djupa andetag （1996年）

### 英語でのアルバム
- Something's Going On （1982年）
- Shine (Frida album)|Shine （1984年）

### ソロ・シングル
- I Know There's Something Going On'' （1982年） SWE #1, D #5, US #13, UK #43, AU #5, FR #1, NO#3
- To Turn The Stone" （1982年）  D #39
- "Here We'll Stay （1983年） US #102, UK #100
- Belle  （1983年）
- Time UK #45
- Shine （1984年） SWE #6, D #51, UK #82
- Twist In The Dark （1984年）
- eart of the countr （1984年）
- Come to me （1985年）

### コンピレーション
- Anni-Frid Lyngstad （1971年）
- På egen hand （1991年）
- Tre kvart från nu （1993年）
- Frida 1967-1972　（1997年）
- Frida - The Mixes （1998年）
- Frida - 4xCD 1xDVD　（2005年）